# 布蘭登堡的安娜 (1487-1514)
布蘭登堡的安娜（德語：Anna von Brandenburg，1487年8月27日—1514年5月3日），布蘭登堡選侯約翰·西塞羅的女兒，霍亨索倫家族成員。

## 家庭
1502年，安娜與丹麥國王漢斯的弟弟弗雷德里克（日後的弗雷德里克一世）結婚，兩人共有1子1女：
1. 克里斯蒂安（1503年—1559年）
2. 多蘿西亞（1504年—1547年）

弗雷德里克於安娜去世後才成為國王，因此安娜並未成為丹麥王后。